# Stickstoffdeposition

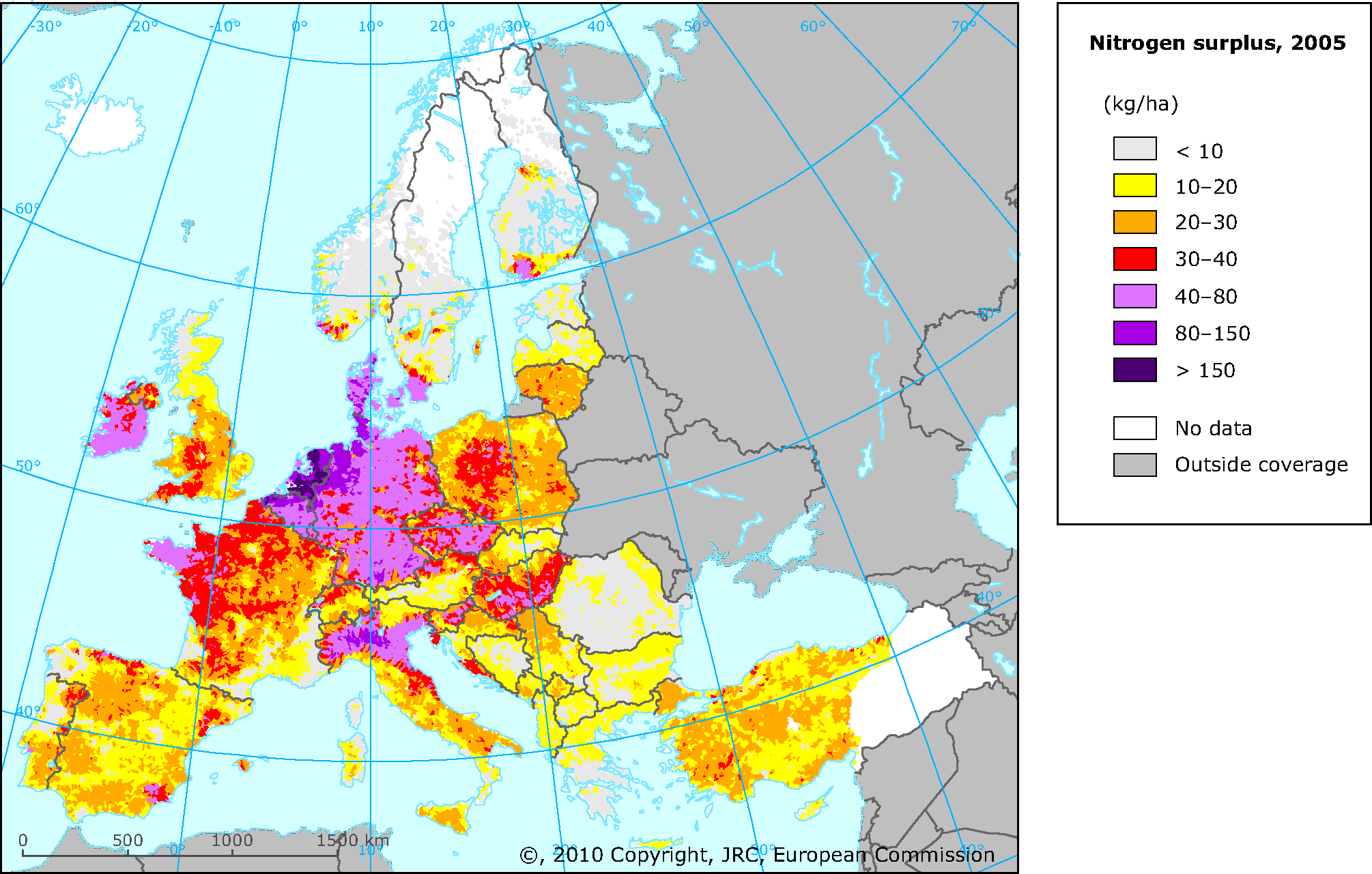
Geschätzter Stickstoffüberschuss (die Differenz zwischen anorganischer und organischer Düngung, atmosphärischer Deposition, Fixierung und Pflanzenaufnahme) in Europa (2005).

Als Stickstoffdeposition wird der Eintrag reaktiver Stickstoffverbindungen in Gewässer und Böden über den Luftpfad bezeichnet. Zu den reaktiven Stickstoffverbindungen zählen unter anderem Ammoniak und Stickstoffoxide.

## Hintergrund
Im Zuge der Industrialisierung griff der Mensch immer stärker in den natürlichen Stickstoffkreislauf ein. Insbesondere durch Landwirtschaft und Verbrennungsprozesse wurden und werden Stickstoffverbindungen in die Atmosphäre eingebracht, die im Gegensatz zum Luftstickstoff von Pflanzen und anderen Organismen verstoffwechselt werden oder aber mit der Umgebung reagieren. Diese Stickstoffverbindungen werden als reaktive Stickstoffverbindungen bezeichnet.
Die Einträge reaktiver Stickstoffverbindungen in die Umwelt tragen erheblich zum Verlust von Biodiversität bei. Es existiert eine positive Korrelation zwischen der Höhe der Stickstoffdeposition und dem Stickstoffgehalt in Pflanzen.
In Deutschland werden jährlich im Mittel 20 bis 40 Kilogramm Stickstoff pro Hektar über den Luftweg als Stickstoffdeposition eingetragen, zu etwa in gleichen Teilen in reduzierter (Ammoniak, NH3) und oxidierter (Stickoxide, NOx) Form. Die kritische Belastungsgrenze für Stickstoffimmissionen ist nach Angaben des deutschen Umweltbundesamts auf 90 Prozent der Fläche in Deutschland überschritten. In der Schweiz ist die Situation ähnlich. Die Depositionsraten bewegen sich zwischen weniger als 5 und mehr als 40 Kilogramm Stickstoff pro Hektar und Jahr.
Das Ausbreitungsverhalten der verschiedenen Stickstoffverbindungen ist unterschiedlich. Da die Depositionsgeschwindigkeiten von Stickstoffoxiden siebenfach niedriger als die von Ammoniak sind, legen Stickstoffoxide bis zur Deposition weitere Strecken zurück.

## Messtechnische Erfassung
Da die Stickstoffeinträge in verschiedener Form (als Gas oder mittels trockener oder nasser Deposition) und in unterschiedlichen Verbindungen erfolgen, ist deren messtechnische Erfassung sehr aufwendig. Daher werden sie häufig mittels Bioindikation erfasst. Dabei ist es wichtig, dass die eingesetzten Organismen den aufgenommenen Stickstoff nicht zum Wachstum verwenden, sondern anreichern. Dies ist bei den Moosen Pleurozium schreberi und Scleropodium purum der Fall. Auch die Blattflechte Parmelia sulcata ist dazu in der Lage.